# لیگنرولز، اندر
لیگنرولز، اندر (به فرانسوی: Lignerolles) یک کمون در فرانسه است که در اندر واقع شده‌است. لیگنرولز ۱۳ کیلومتر مربع مساحت و ۱۱۶ نفر جمعیت دارد و ۳۰۰ متر بالاتر از سطح دریا واقع شده‌است.